# Font del Bessó
La Font del Bessó és una font del terme municipal de Castell de Mur, en territori del poble del Meüll, de l'antic municipi de Mur, al Pallars Jussà. Està situada a 873 m d'altitud, al costat de llevant del Meüll, una mica cap al sud, a prop del poble vell: uns 60 metres per sota del nivell del poble i a uns 200 de distància.